# Heinrich Epler

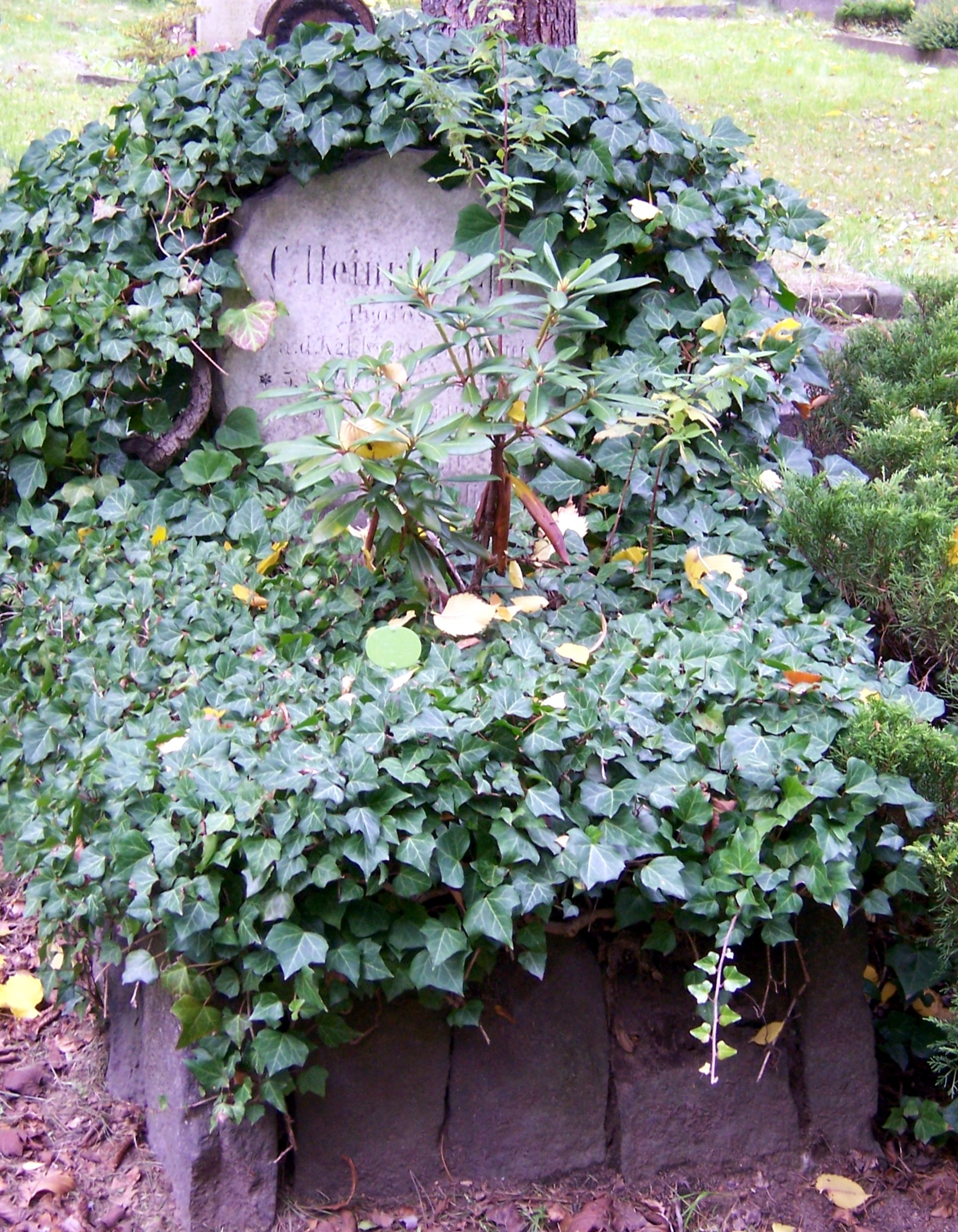
Grab von Heinrich Epler auf dem Johannisfriedhof in Dresden

Carl Heinrich Epler (* 5. August 1846 in Königsberg in Franken; † 30. April 1905 in Dresden) war ein deutscher Bildhauer und Hochschullehrer.

## Leben
Heinrich Epler kam 1869 als Schüler von Johannes Schilling nach Dresden. Hier gründete er zwei Jahre später eine eigene Werkstatt. Ab 1895 war er provisorischer Lehrer der Modelierklasse und ab 1897 Professor an der Dresdner Kunstakademie. Er lebte im Dresdner Stadtteil Striesen im Haus Haydnstraße 27. Sein Grab befindet sich auf dem Johannisfriedhof in Tolkewitz.
Epler schuf vor allem plastischen Bauschmuck an öffentlichen Gebäuden und Grabmale.

## Werke (Auswahl)

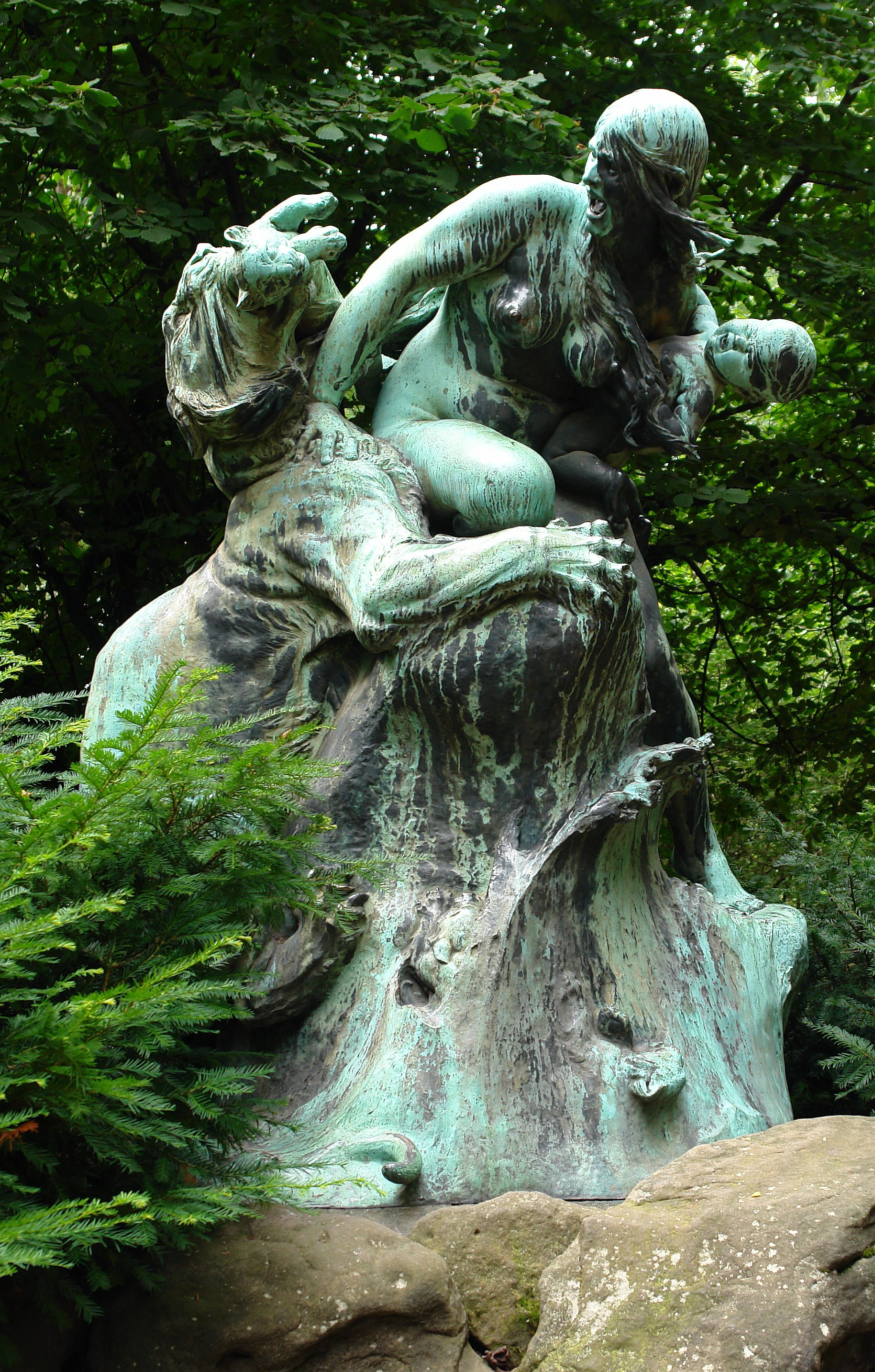
Zwei Mütter an der Dresdener Bürgerwiese

- 1875: Figur „Polyhymnia“ für die Semperoper in Dresden
- 1883: Grabmal für General August Karl von Goeben in Koblenz
- 1893: Fahnenmasten an der Hauptstraße in Dresden
- 1893: Christusstatue an der Westseite der Heilig-Geist-Kirche in Dresden-Blasewitz
- 1893: Bronzemedaillon am Denkmal für Wilhelm August Roth in der Graf-Stauffenberg-Kaserne in Dresden
- 1893: Porträtmedaillon in Bronze am Grabmal für Richard Steche auf dem Kirchhof Kötzschenbroda
- 1894: Skulpturen an der Kunstakademie und am Ständehaus in Dresden
- 1894: Marmorrelief eines männlichen Engels mit Lyra am Grabmal für Mirsch (heute Grantz) auf dem Friedhof Ohlsdorf in Hamburg
- 1900: Bronzerelief (Lutherisches Abendmahl) am Altar in der Kreuzkirche in Dresden
- 1901: Standbild des Theodor-Körner-Denkmals in Chemnitz
- 1902: Bronzeplastik „Zwei Mütter“ an der Bürgerwiese in Dresden

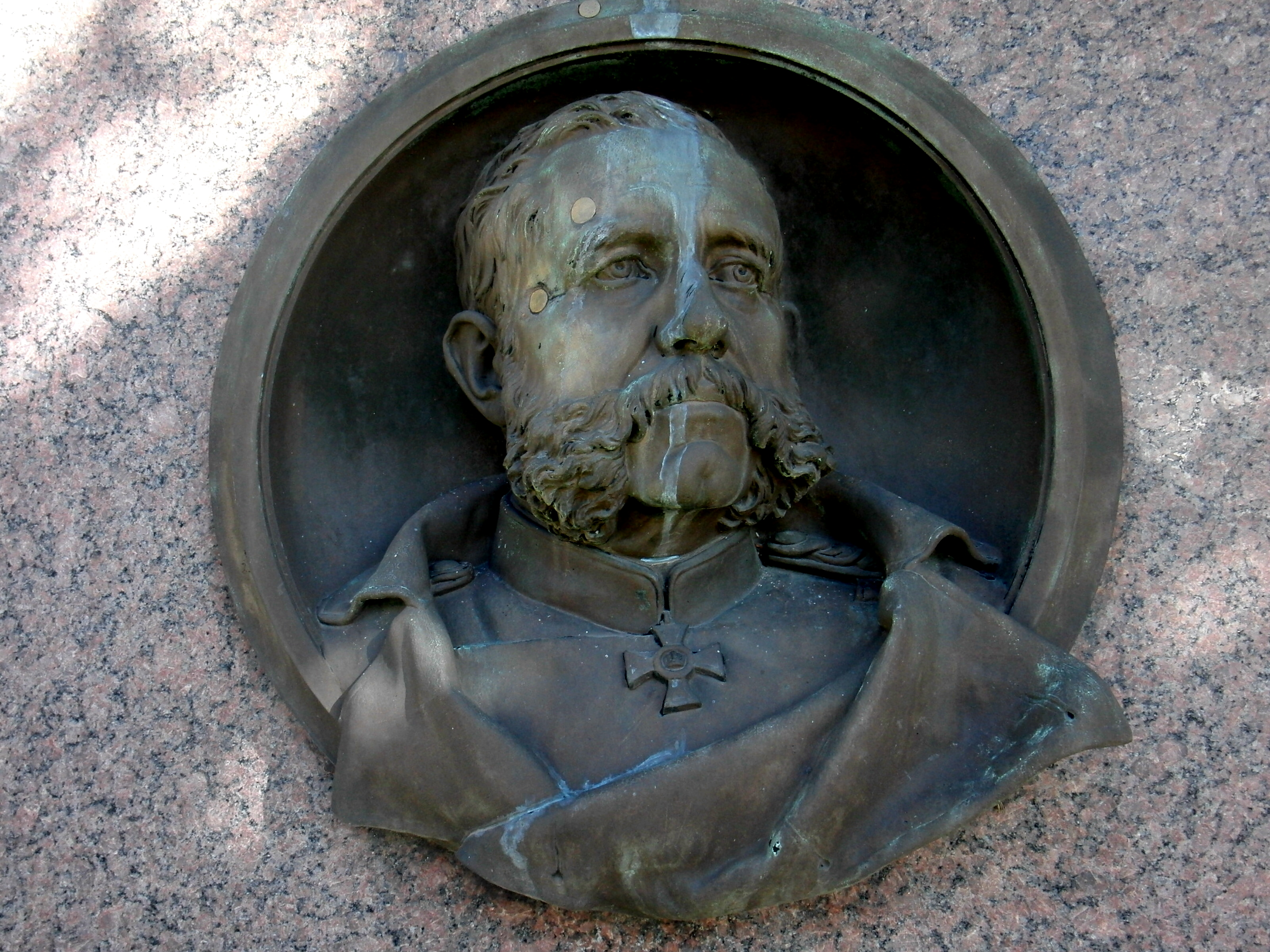
Bronzerelief am Roth-Denkmal in Dresden
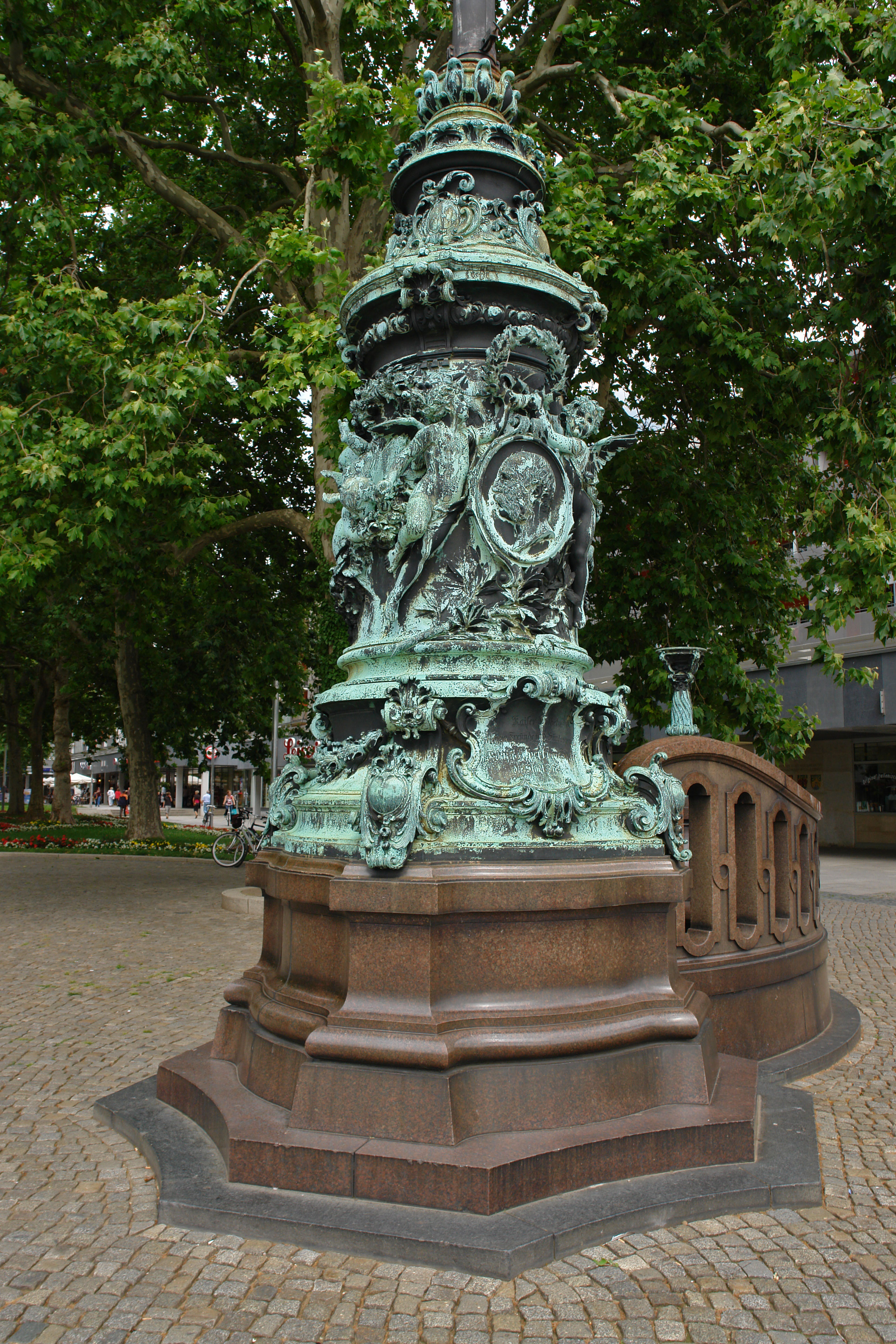
Detail eines Fahnenmastes
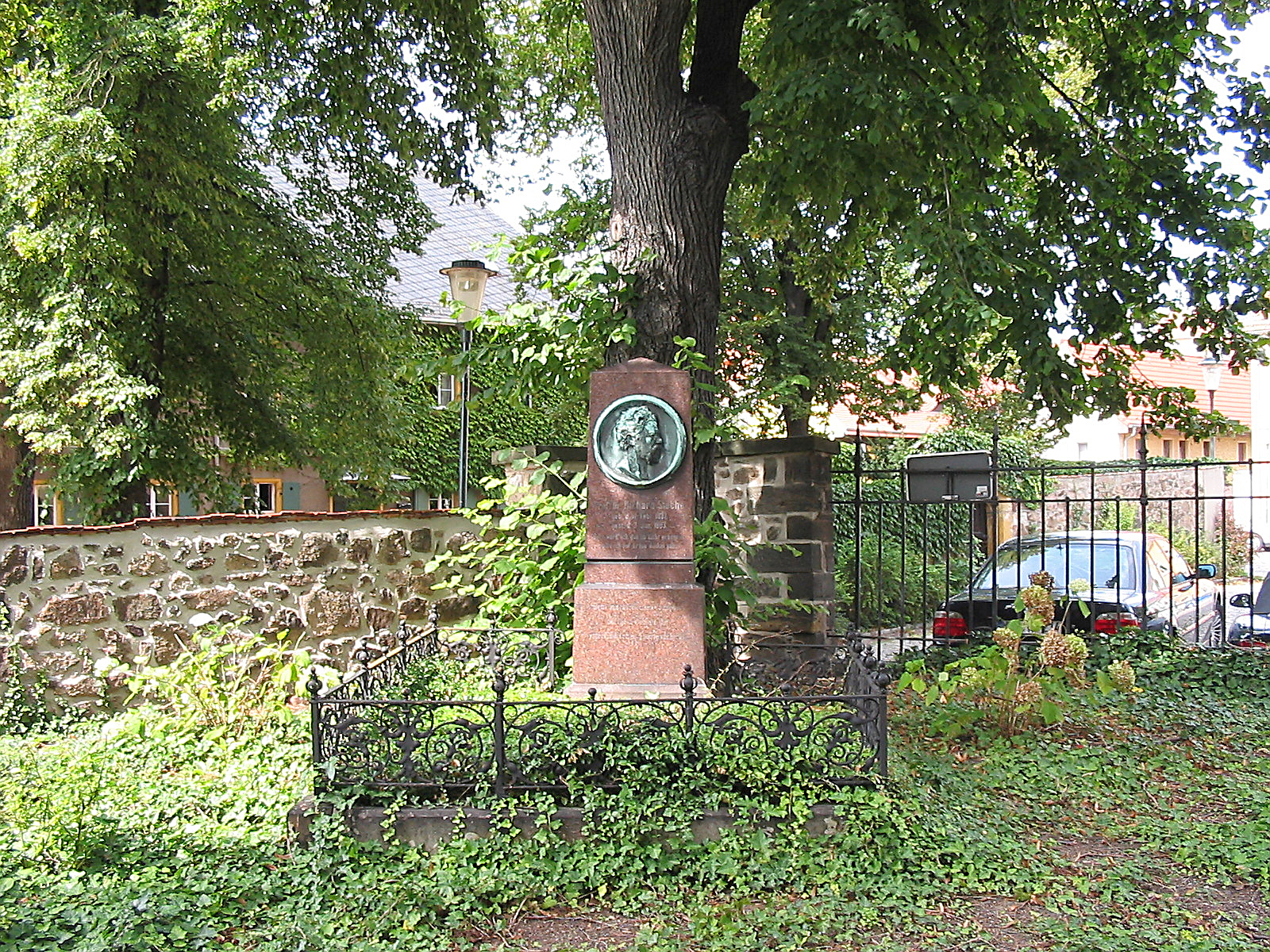
Grabmal Steche in Kötzschenbroda
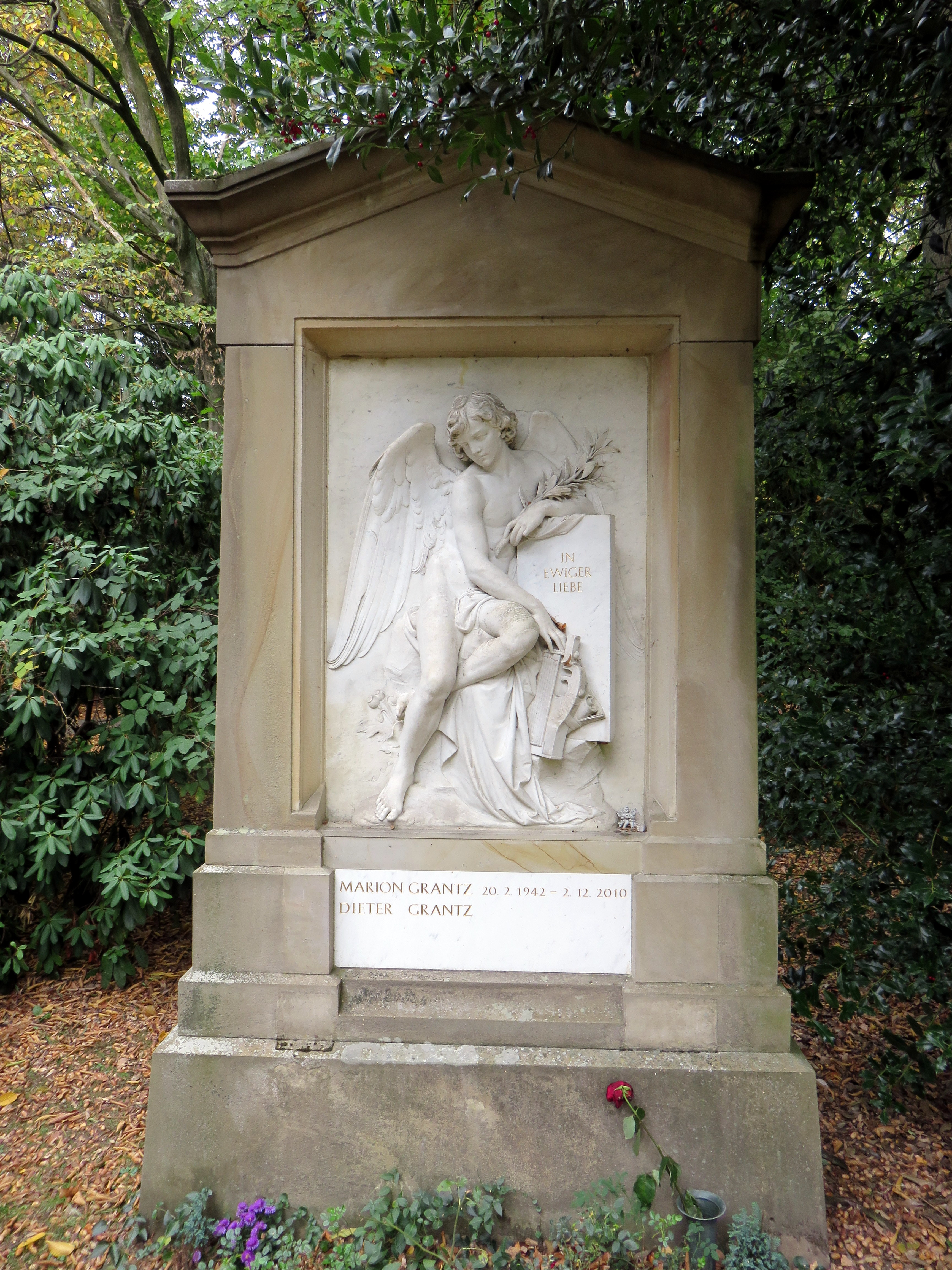
Grabmal Mirsch bzw. Grantz in Hamburg